# Vilaine Fille
Pour les articles homonymes, voir Vilaine (homonymie).
Pour plus de détails, voir Fiche technique et Distribution.
Vilaine Fille (Kötu Kiz en turc) est un court métrage d'animation franco-turc réalisé par Ayce Kartal et sorti en 2017.
Il s'agit du premier film d’animation à remporter un Grand Prix au Festival du court métrage de Clermont-Ferrand depuis la naissance de ce festival. Il remporte de nombreuses autres récompenses, dont le César du meilleur court métrage d'animation.

## Synopsis
S, petite fille turque âgée de huit ans, se remémore ses vacances d’été. Elle est dotée d’une imagination débordante, elle aime beaucoup la nature, les animaux et prendre des photos.
Chaque été, S. et sa petite sœur rendent ainsi visite à leurs grands parents. Retourner dans leur village est toujours très excitant pour elles. Ces vacances débutent avec un joyeux voyage en train. 
Goûter la délicieuse confiture et les gâteaux de mamie, faire un pique-nique, passer du temps avec les animaux, tout cela contribue à faire de ce séjour un pur moment de bonheur. S. adore la vie de ce village.
Mais au milieu de ces beaux souvenirs, des scènes sombres et inquiétantes font irruption. S. a plusieurs visions qui occupent son esprit et semblent perturber son équilibre mental. Elle imagine notamment plusieurs hommes adultes et menaçants. Lorsqu’elle a ces visions, S. est souvent en proie à de subites colères et malgré sa gentillesse habituelle, elle punit et maltraite certains de ses jouets. 
Ces jaillissements pourraient n’être que le fruit de l’imagination débridée d’une enfant, mais peu à peu, il devient manifeste qu’ils constituent les symptômes d’un traumatisme vécu au cours des dernières vacances. En réalité, S. suit une thérapie. Elle se confie ainsi au sein d’un service pédiatrique d’un hôpital en Turquie et les représentations imaginaires et terrifiantes qui surgissent sans cesse révèlent en fait un terrible drame.
Un après-midi, alors qu’elle jouait, la petite fille a été enlevée par un groupe d’hommes du village qui ont abusé d’elle sexuellement.
Pourra-t-elle un jour les oublier ?

## Fiche technique
- Titre : Vilaine Fille
- Titre original : Kötü Kiz
- Réalisation : Ayce Kartal
- Scénario : Ayce Kartal
- Animation : Ayce Kartal, Romain Vacher, Jeanne Irzenski et Vaïana Gauthier
- Musique : Tarik Aslan
- Producteurs : Damien Megherbi et Justin Pechberty
- Coproducteur : Arnauld Boulard
- Production : Les Valseurs
- Coroduction : Gao Shan Pictures
- Distribution : Les Valseurs
- Pays d'origine :  France et  Turquie
- Durée : 7 minutes 59
- Dates de sortie :
  -  France : 12 juin 2017 (FIFA 2017)

## Distribution
- Zeynep Naz Daldal (voix)

## Production
Vilaine fille est basé sur une histoire vraie. Le réalisateur Ayce Kartal s'est inspiré d'un fait divers paru dans la presse relatant l'acquittement de tous les auteurs d'un viol collectif d’une enfant de huit ans. Après 6 mois de recherche mêlant interviews de pédopsychiatres, témoignages et analyses de dessins d'enfants victimes de viol, Ayce Kartal s'est servi des symptômes de la schizophrénie, trouble mental fréquent chez ces victimes, pour l'écriture de son scénario.
La réalisation de l'animation a nécessité un an et demi de travail. Plus de 10 000 dessins ont été réalisés sur une tablette graphique Wacom. 

## Distinctions
Il remporte tout d'abord le prix du jury pour un court métrage à l'édition 2017 du festival international du film d'animation d'Annecy.
- Annecy International Animated Film Festival | Jury Award | France (2017)
- Ottawa International Animation Festival | Best Narrative Short | Canada (2017)
- Message To Man Film Festival | Best Animated Film | Russia (2017)
- Fantoche International Animation Festival | High Risk Award | Switzerland (2017)
- Seoul International Cartoon and Animation Film Festival (SICAF) | Jury’s Special Award | South Korea (2017)
- Supertoon Festival | Special Mention | Croatia (2017)
- Anibar Animation Festival | Best Balkan Animation | Kosovo (2017)
- Paris International Animation Film Festival | Jury Award | France (2017)
- Paris International Animation Film Festival (PIAFF) | Audience Award | France (2017)
- Animatou | Doc’Anim Prize | Switzerland  (2017)
- International Adana Film Festival | Best International Short Film | Turkey (2017)
- Festival du cinéma méditerranéen de Montpellier (CINEMED) | Grand Prix du court-métrage | France (2017)
- Leeds International Film Festival (LIFF)| World Animation Award | England (2017)
- St Louis International Film Festival | Best International Short Award | USA (2017)
- Paris Courts Devant | Jury’s Special Mention | France (2017)
- Bucharest Short Film Festival | Best Animation | Romania (2017)
- Society of Cinema Writers (SİYAD) | Best Short Film of 2017 | Turkey (2017)
- Festival du Court Métrage Clermont-Ferrand | Grand Prix | France (2018)
- Mecal Pro, International Barcelona short and Animation Festival | Animation Grand Prix | Spain (2018)
- Hong Kong International Film Festival | Firebird Award | Hongkong, China (2018)
- Rencontres du Court | Mention Spéciale | France (2018)
- Lions International Film Festival | The Best Scenario | India (2018)
- Lions International Film Festival | The Best Short Film | India (2018)
- International Animated Movies Festival ANIMOCJE | Grand Prix | Poland (2018)
- Istanbul Film Festival | FIPRESCI Award | Turkey (2018)
- Festival du Film court de Troyes | Le Prix de film d’Animation | France （2018）
- César 2019 : César du meilleur court métrage d'animation